# Mary Ann Colclough
Mary Ann Colclough, geb. Barnes (* 20. Februar 1836 in London, England; † 7. März 1885 in Picton, Neuseeland), in Publikationen Polly Plum, war eine neuseeländische Lehrerin, Autorin und Frauenrechtlerin.

## Frühes Leben
Mary Ann Barnes wurde am 20. Februar 1836 als Tochter der Eheleute Susan und John Thomas Barnes, einem Holzhandwerker, in London geboren. Über ihre Kindheit und Schulbildung ist nichts bekannt. Bevor sie nach Neuseeland auswanderte, arbeitete sie als Lehrerin.

## Neuseeland
Am 12. Dezember 1857 erreichte Barnes, ohne Geld und ohne ihren Bruder, der auf der Seereise verstarb, Neuseeland und lebte zunächst in Auckland. Sechs Monate nach ihrer Ankunft legte sie das Lehrerexamen für Neuseeland ab, erhielt die besten Noten und wurde zur Lehrerin erster Klasse ernannt. Ihre erste Lehrtätigkeit nahm sie in der römisch-katholischen Schule in Ōtāhuhu auf.
Im Alter von 25 Jahre heiratete sie am 9. Mai 1861 in Onehunga den über 50 Jahre alten Landwirt Thomas Caesar Colclough und nahm seinen Namen an. Aus der Ehe gingen zwei Kinder hervor, eine Tochter, am 1. November 1862 in Papatoetoe geboren, und ein Sohn, am 26. Januar 1864 in Ōtāhuhu geboren. Ihr Mann verstarb am 29. Juli 1867 im Provinzkrankenhaus in Auckland, womit sie mit den Kindern auf sich alleine gestellt war. Sie gründete eine Mädchenschule in Ōtāhuhu und wurde die Ernährerin der Familie.
Neben ihrer Tätigkeit als Lehrerin begann sie unter dem Pseudonym „Polly Plum“ für Zeitungen zu schreiben und bis 1869 verfasste sie regelmäßig Artikel für die Cross and Auckland Weekly News. Den Namen „Polly Plum“ wählte sie einer Empfehlung von Julius Vogel, der nach dem Verlust der Herausgeberschaft der Otago Daily Times nach Auckland gekommen war und die Zeitung The Daily Southern Cross leitete. Ab 1871 begann sie regelmäßig über die Zustände des für Frauen im Mount Eden Prison zu berichten und forderte in ihren Zeitungsartikeln im Daily Southern Cross eine Gefängnisreform. Ebenfalls ab 1871 leitete Colclough eine eigene Mädchenschule in Auckland, die sie 1872 aufgab. Ab September 1872 unterrichtete sie in Tuakau, einer kleinen Stadt im heutigen Waikato District, und nahm dann ab Juli 1873 östlich von Thames in Kauaeranga eine Anstellung als Lehrerin an. Während ihrer Zeit als Lehrerin war sie in den frühen 1870er Jahren den Bewohnern von Auckland als „Polly Plum“ bekannt geworden. Unter dem Pseudonym führte sie u. a. mit Kontrahenten Debatten in der lokalen Presse und hielt öffentliche Vorträge in Auckland, Thames, Ngāruawāhia und Hamilton,
Beeinflusst von den Werken John Stuart Mills, setzte sie sich für die Rechte der Frauen ein, trat für Abstinenz ein und für eine bessere Behandlung von weiblichen Gefangenen und Prostituierten. Sie kämpfte auch für die Rechte der Frauen in der Ehe, denn sie hatten zu ihrer Zeit keine Rechte in Bezug auf das Eigentum in der Ehe, auch keine Rechte in Bezug auf die Vormundschaft der Kinder, die aus der Ehe hervorgingen. Ihre politischen Forderungen gingen auch aus ihrer eigenen bitteren Erfahrungen hervor, denn aufgrund der ruinösen Spekulationen ihres Mannes hatten Gerichtsvollzieher die Wohnung der Familie leergeräumt und während sie die Familie ernähren musste, hatte ihr Mann alle Rechte in der Familie. Sie trat für das Wahlrecht für Frauen ein, für das Recht aus Bildung und Berufsfreiheit und dafür, dass Frauen nicht Gesetzen unterworfen werden sollten, die sie nicht mitgestalten konnte. Für ihre politischen Forderungen erntete sie Zustimmung, aber auch viel Ablehnung und Beschimpfungen.

## Australien
1874 ging sie nach Melbourne, Australien. Warum sie Neuseeland verließ, ist nicht bekannt. Auch in Melbourne trat sie mit ihren politischen Überzeugungen öffentlich auf und griff Ende 1874 mit noch radikalere Thesen die Institution der Ehe selbst an. Sie forderte die Bürger der Stadt auf, sich mit ihr öffentlich zu streiten. Doch von der australischen Presse erhielt sie Gegenwind. Sie wandte sich scharf und deutlich gegen ihre Ideen.

## Zurück in Neuseeland
Nach ihrer Erfahrung in Australien kehrte sie zurück nach Neuseeland und verschwand aus dem Blickfeld der Öffentlichkeit. Sie unterrichtete zunächst an einer Schule in Auckland, zog dann aber 1876 nach Rangiora in den heutigen Waimakariri District. Dort übernahm sie bis 1878 die Position einer Direktorin an der Rangiora Girls' School und war später Lehrerin für Kleinkinder in Papanui, einem heutigen Vorort von Christchurch.
Mary Ann Colclough verstarb am 7. März 1885 im Alter von 49 Jahren in Picton, einen Monat nachdem sie sich bei einem Unfall ein Bein und einen Arm gebrochen hatte.

## Werke
- Alone in the World. A Tale of New Zealand. Mitchell & Seffern, Auckland 1866, ISBN 978-0-473-42332-2 (englisch, von Jenny Coleman neu herausgegeben).